# 嶋田隆
嶋田 隆（しまだ たかし、1960年3月20日 - ）は、日本の経産官僚。

## 来歴
東京都出身。開成高等学校を経て、1982年3月、東京大学工学部計数工学科卒業。国家公務員上級甲種試験（経済）に合格し、通商産業省へ入省（配属先は資源エネルギー庁石油部計画課）。
- 1984年2月 - 経済企画庁物価局物価調整課[2]。
- 1985年11月 - 通商産業省大臣官房総務課[2]。
- 1986年6月 - カリフォルニア大学ロサンゼルス校留学[2]。
- 1988年7月 - 通商産業省通商政策局国際経済部国際経済課[2]。
- 1991年4月 - 通商産業省機械情報産業局自動車課[2]。
- 1993年6月 - 石川県商工労働部商工課長[2]。
- 1995年6月 - 通商産業省機械情報産業局総務課（法令審査委員）[2]。
- 1996年4月 - 通商産業省大臣官房秘書課（法令審査委員）[2]。
- 1997年5月 - 通商産業省大臣官房人事企画官[2]。
- 1998年7月 - 与謝野馨通商産業大臣秘書官事務取扱[2]。
- 1999年10月 - 通商産業省大臣官房企画調査官[2]。
- 2002年7月 - 経済産業省商務情報政策局情報処理振興課長[2]。
- 2004年6月 - 独立行政法人日本貿易振興機構ニューヨーク・センタ一産業調査員[2]。
- 2005年11月 - 与謝野馨経済財政政策担当大臣秘書官[2]。
- 2006年10月 - 資源エネルギー庁資源・燃料部政策課長[2]。
- 2007年
  - 7月 - 経済産業省大臣官房会計課長[2]。
  - 8月 - 与謝野馨内閣官房長官秘書官[2]。
  - 10月 - 経済産業省大臣官房総務課長[2]。
- 2008年
  - 7月 - 経済産業省大臣官房政策評価審議官[2]。
  - 8月 - 与謝野馨経済財政政策担当大臣秘書官[2]。
- 2009年
  - 2月 - 与謝野馨財務大臣秘書官[2]。
  - 9月 - 経済産業省経済産業研修所長[2]。
- 2010年7月 - 経済産業省通商政策局通商機構部長[2]。
- 2011年
  - 1月 - 与謝野馨経済財政政策担当大臣秘書官[2]。
  - 9月 - 内閣府原子力損害賠償支援機構担当室次長、同機構理事・運営委員会事務局長[2]。
- 2012年6月 - 内閣府原子力損害賠償支援機構連絡調整室長、東京電力取締役執行役[2]。
- 2015年
  - 7月 - 経済産業省大臣官房長[2]。
  - 10月 経済産業研修所長併任[3]
- 2016年
  - 4月 - （併）内閣官房内閣審議官（内閣官房副長官補付）、（併）内閣府大臣官房審議官（防災担当）[2]。
  - 6月 - 経済産業省通商政策局長[4]、（併）内閣官房内閣審議官（内閣官房副長官補付）[2]。
- 2017年7月 - 経済産業事務次官[2]。
- 2019年 - 経済産業省退官。原子力損害賠償・廃炉等支援機構特別顧問[5]、ドリームインキュベータ特別顧問[6]、ネットアセスメント代表取締役社長、西武ホールディングス顧問[7]、経済産業省顧問。
- 2020年 - 富士フイルムホールディングス取締役[8]、読売新聞大阪本社監査役[9]、読売新聞西部本社監査役[10]。
- 2021年 - 日本テレビホールディングス監査役、日本テレビ放送網監査役[11]、ドリームインキュベータ取締役[12]、学校法人東京理科大学監事[13]、岸田文雄内閣総理大臣秘書官[14]。